# Verdensbanken
 Denne artikel bør gennemlæses af en person med fagkendskab for at sikre den faglige korrekthed.
    Verdensbanken er en bredere organisation end IBRD

Den Internationale Bank for Genopbygning og Udvikling (IBRD), blot kendt som Verdensbanken er en international organisation, hvis oprindelige formål var at finansiere genopbygningen efter 2. verdenskrig. I dag er dens opgave at bekæmpe fattigdom ved at finansiere stater. Dette gør banken via indbetalinger fra medlemsstaterne. Verdensbanken blev grundlagt 27. december 1945. Verdensbanken har 188 medlemslande.
Bankens årsmøder har ofte fremkaldt store demonstrationer rettet mod USAs dominans og bankens kreditpolitik overfor verdens fattigste lande. Også i 1970-mødet i København, hvor demonstrationerne var de voldsomste i Danmark siden besættelsen.
Verdensbankens hovedkvarter ligger i Washington D.C.. USAs regering udpeger bankens øverste leder. Banken blev indtil juni 2007 ledet af Paul Wolfowitz, der – udpeget af præsident George W. Bush – overtog embedet efter James D. Wolfensohn 1. juni 2005. I foråret 2007 blev bankens renommé påvirket efter tiltagende intern og ekstern kritik af Wolfowitz' embedsførelse. Efter især europæisk pres blev Wolfowitz tvunget til at trække sig tilbage. Bush udpegede derefter den 29. maj 2007 Robert Zoellick som Wolfowitz' efterfølger. Den 25. juni godkendte Verdensbankens bestyrelse Zoellick, og han tiltrådte 1. juli 2007.
Som medlem har Danmark en andel af aktiekapitalen på 0,84%.

## Præsidenter for Verdensbanken
| Præsidenter for Verdensbanken | Præsidenter for Verdensbanken | Præsidenter for Verdensbanken | Præsidenter for Verdensbanken |
| Navn                          | Tiltrådt                      | Fratrådt                      |                               |
| ----------------------------- | ----------------------------- | ----------------------------- | ----------------------------- |
| Eugene Meyer                  | Juni 1946                     | December 1946                 |                               |
| John J. McCloy                | Marts 1947                    | Juni 1949                     |                               |
| Eugene R. Black               | 1949                          | 1963                          |                               |
| George D. Woods               | Januar 1963                   | Marts 1968                    |                               |
| Robert McNamara               | April 1968                    | Juni 1981                     |                               |
| Alden W. Clausen              | Juli 1981                     | Juni 1986                     |                               |
| Barber Conable                | Juli 1986                     | August 1991                   |                               |
| Lewis T. Preston              | September 1991                | Maj 1995                      |                               |
| James Wolfensohn              | Maj 1995                      | Juni 2005                     |                               |
| Paul Wolfowitz                | Juni 2005                     | Juni 2007                     |                               |
| Robert Zoellick               | 1. juli 2007                  | Juni 2012                     |                               |
| Jim Yong Kim (en)             | 1. juli 2012                  | 1. februar 2019               |                               |
| David Malpass                 | 9. april 2019                 |                               |                               |